# Arquidiocese da Mãe de Deus em Moscou
A Arquidiocese da Santa Mãe de Deus em Moscou (em latim: Archidiœcesis Moscoviensis Matris Dei) é uma arquidiocese da Igreja Católica sediada em Moscou, na Rússia. O seu atual arcebispo metropolitano é Paolo Pezzi. Possui três dioceses sufragâneas: São Clemente em Saratov, São José em Irkutsk e Trasfiguração em Novosibirsk.
Sua sé é a Catedral da Imaculada Conceição de Moscou. Ela possui um total de 62 paróquias, assistidas por 117 padres.

## História
A administração apostólica de Moscou dos latinos foi erigida em 13 de abril de 1991 pela bula papal Providi quae Decessores do Papa João Paulo II, obtendo parte do território da arquidiocese de Mahilëŭ e da diocese de Tiraspol.
Em 23 de novembro de 1999, cede parte do seu território para o benefício da ereção da Administração Apostólica do sul da Rússia européia (hoje Diocese de São Clemente em Saratov) e ao mesmo tempo, assumiu o nome da Administração Apostólica da Rússia Europeia Setentrional.
Em 11 de fevereiro de 2002, pela força da bula Russiae intra fines do Papa João Paulo II, foi elevada à categoria de arquidiocese metropolitana, e assumiu seu nome atual.

## Prelados
Administração local:
| #                 | Nome                         | Período    | Notas                                   |
| Arcebispos        | Arcebispos                   | Arcebispos | Arcebispos                              |
| ----------------- | ---------------------------- | ---------- | --------------------------------------- |
| 2º                | Paolo Pezzi, F.S.C.B.        | 2007-atual |                                         |
| 1º                | Tadeusz Kondrusiewicz        | 2002-2007  | Nomeado Arcebispo de Minsk-Mohilev      |
| Bispos auxiliares |                              |            |                                         |
|                   | Nicolai Dubinin, O.F.M.Conv. | 2020-atual |                                         |
|                   | Clemens Pickel               | 1998-2002  | Nomeado Bispo de San Clemente a Saratov |
| Administrador     |                              |            |                                         |
|                   | Tadeusz Kondrusiewicz        | 1991-2002  |                                         |